# Миллер, Дональд (серийный убийца)
Дональд Миллер (англ. Donald Miller; 1941, Лос-Анджелес, штат Калифорния - 14 октября 2005 года, Тюрьма Сан-Квентин, штат Калифорния) — американский серийный убийца, совершивший в период с 12 июля 1980 года по 13 февраля 1981 года серию из 8 нападений на мужчин в Лос-Анджелесе, в результате которых четверо человек были убиты. Все жертвы Миллера являлись гомосексуалами. В 1983 году Дональд Миллер был приговорен к смертной казни. Свою вину он не признал. Вина Миллера подвергается сомнению и многими оспаривается.

## Биография
О ранних годах жизни Миллера известно крайне мало. Известно, что Дональд родился в 1941 году на территории Лос-Анджелеса. Имел несколько братьев и сестер. Детство и юность Миллер провел в Комптоне, где посещал среднюю школу. Несмотря на то, что отец Дональд покинул семью в 1952 году и семья впоследствии испытывала материальные трудности, Дональд хорошо учился в школе и в тот период не был замечен в проявлении агрессивного или девиантного поведения по отношению к кому то ни было. После окончания школы Миллер  освоил ряд специальностей в строительной  и производственной сферах, но вскоре из-за материальных трудностей начал вести криминальный образ жизни, зарабатывая на жизнь кражами, за что был осужден в 1962 году. В 1970-х Дональд стал демонстрировать признаки психического расстройства и был замечен в агрессивном поведении по отношению к женщинам. В апреле 1975 года Миллер подобрал несовершеннолетнюю Беттину Гродман,  которая путешествовала автостопом по Лос-анджелесу. Он представился ей как Роберт. Во время поездки девушка попросила его отвезти ее домой, но Миллер отказал ей и начал угрожать физическим насилием. В течение четырех часов, Миллер и Гродман бесцельно катались по улицам Лос-Анджелеса, после чего он отвез ее к себе дом, где изнасиловал. В какой-то момент, когда Гродман закричала, Миллер начал ее душить и угрожал убийством, но впоследствии отпустил.  Гродман обратилась в полицию и дала показания против Миллера, который был арестован. Миллер согласился сотрудничать со следствием и принял соглашение о признании вины. Так как Беттина Гродман ранее была замечена в занятии проституцией, обвинение в изнасиловании с Миллера было снято и он был условно осужден по обвинению в совершении нападения  с намерением причинить тяжкие телесные повреждения. В марте 1979 года Миллер был задержан полицией по обвинению в попытке нападения на своего коллегу по работе Джона Хармона. Хармон утверждал что он и Дональд оказались втянутыми в ссору на железнодорожной станции, где они работали. В день инцидента по словам Хармона, Миллер всячески провоцировал его на конфликт и обрызгал его руку краской. Когда Хармон начал выражать возмущение действиями Миллера, тот согласно свидетельствам Хармона выплеснул ему в лицо чашку горячего кофе, после чего между ними началась драка. Хармон утверждал, что после окончания рабочего дня, Миллер преследовал его на своем автомобиле и угрожал убить, размахивая обрезком стальной трубы, но в конечном итоге это дело до суда не дошло. В августе 1981 года Дональд Миллер жестоко избил Линду Ли в грузовом лифте отеля в центре Лос-Анджелеса, где она проживала. Во время нападения девушка получила перелом челюсти в двух местах, перелом лодыжки и рваные раны над ухом и глазом, на которые пришлось наложить двенадцать швов. Ли потеряла сознание во время нападения, а также при падении вывихнула запястье. Она была госпитализирована на 13 дней и перенесла несколько операций, но опознала его лишь в 1981 году после его ареста. В конце 1970-х  Миллер нашел работу сварщика в компании «Южно-Тихоокеанская железная дорога», где проработал вплоть до своего ареста. Он не был женат и был замечен в посещении гей-баров, расположенных на территории Лос-Анджелеса, однако утверждал, что не является бисексуалом. Знакомые и родственники характеризовали его неоднозначно. Мать, брат и сестра Миллера заявляли о том, что он поддерживал с ними близкие отношения и не проявлял агрессивного поведения. Несколько знакомых и коллег Миллера по работе заявили после его ареста, что Миллер не демонстрировал признаки антисоциальности, но в то же время отмечали, что он не имел близких друзей, не поддерживал с ними доверительных отношений и не любил привлекать к себе внимание.

## Серия убийств
Все жертвы являлись гомосексуалами. Все преступления, кроме одного, произошли в Западном Голливуде  в выходные или праздничные дни около полуночи на обочинах дорог в темных переулках после того, как  большинство жертв покидали гей-бары.
- По версии следствия, первой жертвой Дональда Миллера стал 32-летний Майкл Томас, который был убит рано утром 12 июля 1980 года. Его тело было обнаружено на одной из улиц Лос-Анджелеса с травмами головы. К моменту приезда он был еще жив, но из-за осложнений травмы через несколько часов  скончался в ближайшей больнице. В ходе судебно-медицинской экспертизы было установлено, что Томасу нанесли около 4 ударов тяжелым тупым предметом. Тело Томаса было обнаружено рядом с домом Памелы Кобак, которая заявила полиции, что после полуночи 12 июля она была разбужена лаем своей собаки, после чего выглянула в переднее окно и увидела двух мужчин, прислонившихся к водительской стороне спортивной машины темного цвета, припаркованной через дорогу. Она утверждала что автомобиль был марки  «Datsun 280Z» с широкими серебристыми боковыми молдингами и жалюзи на заднем стекле. Кобак занялась просмотром телевизора, но вскоре вернулась к окну из-за продолжавшегося лая собак, через которое увидела, что автомобиль уехал, в котором находился водитель. При отъезде автомобиля Памела Кобак заметила силуэт тела, лежащего на дороге  рядом с местом, где была припаркована машина. В ходе расследования было установлено, что незадолго до гибели, Майкл Томас вместе с другом по имени Тим Уайт и приятелем друга были замеченв в одном из гей-баров Западного Голливуда под названием «Спайк». Уайт свидетельствовал, что Майкл Томас, который являлся гомосексуалистом, находился в состоянии сильного алкогольного опьянения, после чего исчез, когда они вместе с приятелем отправились в туалет. Рядом с телом Томаса сотрудники полиции обнаружили лужицу крови, две монеты и спичечный коробок. Но ни бумажника, ни удостоверения личности Томаса обнаружено не было[3].

- Второй жертвой Миллерапо версии следствия стал 36-летний Роберт Сандерсон, которого он убил 30 ноября 1980 года. В 1:30 ночи офицер полиции заметил Сандерсона на углу Мелроуз-авеню и бульвара Кресент-Хайтс — примерно в шести кварталах от гей-бара под названием «Ржавый гвоздь». Офицер свидетельствовал, что Сандерсон находился в сознании, но был сильно избит. Несмотря на то, что Сандерсон был явно ошеломлен и растерян, офицеру  удалось узнать его имя и то, что ему нанесли несколько ударов стальным предметом по голове, после чего он потерял сознание. После того как

Сандерсону оказана была медицинская помощь, он впал в кому и умер  12 февраля 1981 года находясь в больнице. В ходе судебно-медицинской экспертизы было установлено, что ему также нанесли несколько ударов тяжелым предметом по голове. На месте преступления, следователи обнаружили пятна крови на обочине и на телефонном столбе на углу улиц Мелроуз и Кресент-Хайтс. Было установлено, что Сандерсон после нападения истекая кровью шаткой походкой сумел пройти почти квартал, прежде чем был обнаружен сотрудником полиции. Также на месте, где было совершено нападение, полиция обнаружила несколько мелких предметов, среди которых была зажигалка, небольшой кусок металла и лист бумаги, на котором были написаны номер автомобиля и слова «желтый Форд». В ходе расследования было установлено, что незадолго до своей смерти Сандерсон вместе со своим другом-гомосексуалом Клинтоном Лоулером отправился в гей-бар под названием «Ржавый гвоздь». Квартира Сандерсона находилась в шести с половиной кварталах от «Спайка», где в последний раз был замечен Майкл Томас и всего в одном квартале от гей-бара под названием «Ржавый гвоздь». Лоулер в ходе допроса заявил полиции о том, что покинул Сандерсона в «Ржавом гвозде» около 23:30, но через полчаса вернулся, обнаружив что Сандерсона там больше нет. Он занялся поисками друга в квартире Сандерсона, после чего поискал его в нескольких близлежащих барах, но поиски окончились безрезультатно.
- 23 января 1981 года по версии следствия Дональд Миллер познакомился с 22-летним Дэнни Хармон, после чего убил его ранним утром 24 января 1981 года. Его труп был обнаружен на территории Афинского парка в Лос-Анджелеса в ходе анонимного звонка в полицию. Хармон во время убийства получил несколько ударов тупым предметом по голове, в результате чего  правая сторона его черепа была расколота, а ухо было повреждено. На месте происшествия не было обнаружено ни бумажника, ни денег, ни документов, удостоверяющих личность Хармона, а карманы его брюк были вывернуты наизнанку.  Рядом с телом полицейские обнаружили  красную пластиковую расческу и щетку для чистки обуви.  В ходе расследования было установлено, что Хармон являлся жителем штата Кентукки, котороый оказался в Лос-Анджелесе в 1980 году, не имея жилья и средств для существования. Будучи гомосексуалом Хармон начал заводить интимные связи с мужчинами, после чего познакомился с Робертом Вертцем, который вскоре стал его любовником и предоставил ему жилье. 23 января 1981 года, Вертц пригласил Хармона на ужин в ресторан, расположенный  рядом с их квартирой. Они прибыли в ресторан примерно в 21:30, но вскоре Вертц почувствовал себя плохо и через час ушел домой. По свидетельствам Вертца, Хармон обещал ему вернуться домой после того, как он закончит ужин, но в конечном итоге он находился  в ресторане до полуночи. Официант ресторана Джозеф Моррис заявил полиции, что он и Хармон после закрытия ресторана отправились в гей-бар под названием «Woody's Hyperion», расположенный в районе Сильверлейк. Моррис утверждал, что Хармон пропал без вести в баре, когда он встретил там своих знакомых и отправился вместе с ними играть в бильярд. В течение нескольких минут Моррис искал Хармона как внутри бара, так и снаружи, но поиски окончились безрезультатно[3].

- 13 февраля 1981 года Миллер по версии следствия совершил нападение на 28-летнего Эрнесто Рамиреса, после того как встретил его в гей-клубе «Ржавый гвоздь». Одним из последних, кто видел Рамиреса в живых - оказался его друг Марио Агирре. Он заявил полиции, что вечером 13 февраля он и Рамирес находились в гей-баре «New Town Saloon» на территории Западного Голливуда. Около полуночи они согласно свидетельствам Агирре, появились в гей-баре «Ржавый Гвоздь», где встретились с Миллером, который предложил Рамиресу прокатиться на своем автомобиле, после чего они ушли. По версии следствия, Дональд Миллер отвез Рамиреса на расстояние шести кварталов от гей-клуба «Ржавый Гвоздь», где совершил на него нападение, в ходе которого нанес ему несколько ударов обрезком стальной трубы. Тело Рамиреса было обнаружено ранним утром 14 февраля в бессознательном состоянии. У него были обнаружены массивные повреждения черепа и костей лица, а также рваные раны правого уха и прилегающей области.  Рамиреса доставили в ближайшую больницу, где он оставался в коме до своей смерти 20 апреля 1981 года. В ходе осмотра места происшествия, слеователи обнаружили в траве частично выкуренную сигарету с марихуаной. 20 февраля Марио Агирре появился в полицейском участке, где дал показания, на основании которых был составлен фоторобот преступника. Агирре поведал сотрудникам правоохранительных органов, что ранее уже неоднократно встречал преступника в гей-баре «Ржавый гвоздь», после чего офицеры полиции убедили Марио Агирре принять участие в полицейском наблюдении за посетителями гей-бара «Ржавый гвоздь» вечером 27 февраля, в надежде найти чернокожего человека, которого он видел уходящим с Рамиресом[3].

Вечером того дня Агирре в сопровождении двух офицеров полиции увидел на улице Дональда Миллера, который направлялся в гей-бар. После того, как Агирре идентифицировал его в качестве того, кто увез Эрнесто Рамиреса, Миллер был задержан. Во время обыска, у него была найдена связка ключей, один из который являлся ключом от автомобиля. Миллер  отвел сотрудников полиции к своему автомобилю, которым оказался автомобиль марки «Datsun 280Z» черного цвета с серебряными боковыми молдингами и решетками на заднем стекле, похожий на тот, который видела свидетельница Пэм Кобак  в ночь убийства Майкла Томаса. Во время осмотра салона автомобиля, полиция обнаружила обрезок стальной трубы, после чего Дональд Миллер был арестован и ему было предъявлено обвинение в совершении убийств.
После ареста Миллера следствие попыталось выяснить, причастен ли он к каким-либо еще нераскрытым преступлениям. С этой целью они просмотрели существующие отчеты о преступлениях, отправили запросы в правоохранительные органы других городов штата Калифорния, опубликовали ограниченную информацию в СМИ и распространяли листовки в гей-барах, расположенных на территории Западного Голливуда и других райнов Лос-Анджелеса. В листовках содержалось общее описание преступлений и внешности Миллера, находящегося под стражей, а также содержалась просьба ко всем, у кого есть информация, сообщить об этом в полицию.
Информация, появившаяся в результате этих усилий, привела к тому, что помимо обвинения в совершении четырех убийств Миллеру впоследствии было также предъявлено обвинение в совершении четырех нападений на гомосексуалистов.
- По версии следствия, жертвой нападения Миллера стал житель  Ричард Сулита, который вылетел из Чикаго в Лос-Анджелес 23 мая 1980 года, после чего отправился в Западный Голливуд, надеясь найти друга. Сулита утверждал, что во время пути в гей-бар на территории бульвара Санта-Моника его предложил подвезти темнокожий мужчина, который передвигался на автомобиле марки «Datsun 280Z» черного цвета с серебряными боковыми молдингами и решетками на заднем стекле. Во время поездки,  мужчина предложил Ричарду пойти к нему домой, но он отказал. Далее, согласно свидетельствам Сулиты, темнокожий водитель предложил ему 20 долларов в обмен на сексуальные услуги, но он снова ему отказал, после чего потребовал остановить автомобиль и вышел из него. Примерно через пять минут, снова на бульваре Санта-Моника, та же машина остановилась рядом с Сулитой. Он утверждал, что темнокожий мужчина извинился за свое поведение и предложил Сулите снова подвезти, после чего он согласился и обратно сел в машину. Через несколько минут они снова свернули в переулок и остановилис. Водитель автомобиля предложил Ричарду покурить марихуану, но Сулита заявил, что в очередной раз ответил отказом, вышел из автоомбиля и подвергся нападению, во время которого преступник ударил его по затылку обрезком стальной трубы.  Сулита блокировал следующий удар рукой, после чего упал на землю, при этом сумев ударить нападавшего ногой. Он сумел встать и убежать. Через несколько минут Сулита  остановил проезжающую полицейскую машину и сообщил о преступлении, после чего был доставлен в больницу, где ему наложили семь швов на затылок. Он вернулся в Чикаго через несколько дней и больше не контактировал с полицией до марта 1981 года. В это время ему позвонил детектив Майкл Тис и допросил  об инциденте. В результате этого разговора Тис вылетел в Чикаго, чтобы поговорить с Сулитой. Он показал Ричарду группу из шести фотографий, среди которых находилась фотография Дональда Миллера. Сулита не смог однозначно идентифицировать Миллера с напавшим на него человеком, но отметил что между Миллером и нападавшим было большое сходство[3].

- 17 октября 1980 года жертвой нападения Миллера согласно версии обвинения стал Родольфо Памбид, гомосексуал, который приехал в Западный Голливуд из Сан-Франциско с целью навестить друзей. По прибытии в город, он отправился в гей-бар под названием «Спайк,» чтобы найти своего друга по имени Рэй Паркер. Не обнаружив его, он познакомился с темнокожим мужчиной, который согласно его словам предложил ему покурить с ним марихуану, на что Памбид ответил отрицательно и вскоре покинул заведение. Он пешком отправился в гей-бар «Ржавый гвоздь». Памбид утверждал, что во время пути в гей-бар рядом с ним остановился автомобиль марки «Dutsun 280Z» темного цвета, водителем которого оказался тот самый афроамериканец, с которым он ранее познакомился в «Спайке». Водитель предложил его подвезти, после чего Родольфо Памбид сел в машину. Проехав небольшое расстояние, автомобиль свернул на переулок и остановился. Памбид, думая, что они с темнокожим мужчиной собираются пройти от этого места до бара пешком, вышел из машины и стал ждать. Он утверждал, что  хозяин автомобиля вытащил какой-то предмет из-за своего сиденья, после чего обошел машину сзади и подошел к нему. По свидетельствам Памбида, темнокожий мужчина пытался нанести ему несколько ударов тяжелым стальным предметом в область головы, но он сумел их всех блокировать и убежать. Он не стал сообщать об этом в полицию и обратился в правоохранительные органы только спустя шесть меяцев, когда прочитал в газете заметку  с просьбой предоставить информацию о нападениях в районе Западного Голливуда. Детективы посетили его в Сан-Франциско и показали ему шесть фотографий, на одной из которых был изображен Дональд Миллер. По фотографии Памбид уверенно  опознал Миллера  как нападавшего[3].

- 31 декабря 1980 года Дональд Миллер по версии следствия совершил нападение на Майкла Пиетилу, который праздновал «новый год» на вечеринке  в Западном Голливуде. Он оставался на вечеринке до 0:15 1 января 1981 года, после чего уехал на очередную вечеринку, которая происходила в другой части района. Он утверждал, что его согласился подвезти темнокожий мужчина на автомобиле «Dutsun 280Z» темного цвета.  Пиетила заявил, что был знаком с Миллером, который представлялся ему как Роберт и встречался с ним в одном из гей-баров в 1978 году. По свидетельствам Пиетилы, они ехали по бульвару Санта-Моника, но вскоре автомобиль свернул на переулок и остановился. Темнокожий мужчина предлагал Пиетиле отправиться к нему на территорию района Лонг-Бич, но Майкл отказался, но согласился выпить с ним алкогольный напиток и заняться оральным сексом. После окончания полового акта, Пиетила снова выразил отказ провести время в доме темнокожего водителя, после чего покинул машину и намеревался оставшуюся часть пути до места проведения вечеринки пройти пешком, но темнокожий впал в ярость и совершил на него нападение с тяжелым стальным предметом в руках. Пиетила утверждал, что смог увернуться от ударов нападавшего, после чего пользуясь темнотой, сумел сбежать. Он также не сообщил об инциденте в полицию и стал сотрудничать с правоохранительными органами лишь спустя восемь месяцев, увидев листовку в гей-баре «Спайк». В ходе расследования Майкл Пиетила и его сестра уверенно опознали Дональда Миллера по фотографии как нападавшего. Сестра Майкла в свою очередь сообщила полиции, что дважды встречалась с Миллером в марте 1979 года, который также представлялся ей как Роберт.  Она заявила, что перестала встречаться с ним после того, как брат ей сообщил о том, что ее кавалер посещает гей-клубы[3].

- Рано утром 21 февраля по версии следствия, жертвой нападения Миллера стал Дуглас Эллисон. Сосед по комнате Эллисона, Уильям Херд заявил полиции о том, что 20 февраля 1981 года, он провел вечер с Эллисоном и другом по имени Дерра в баре под названием «Голд-Кост» на бульваре Санта-Моника в Западном Голливуде. Херд утверждал, что Эллисон имел при себе как минимум 50 долларов и зажигалку. Они пробыли в баре около 45 минут, после чего Дуглас Эллисон согласно свидетельствам Херда пожелал своим товарищам спокойной ночи и пошел пешком по направлению к гей-бару «Ржавый Гвоздь», где встретил Миллера, который совершил на него нападение, в ходе которого нанес ему несколько ударов стальным предметом по голове. У Эллисона были обнаружены множественные переломы лица, в том числе переломы верхней и нижней челюсти. Он находился в больнице в бессознательном состоянии около двух месяцев.

В результате травм у Эллисона была выявлена амнезия. Он не смог вспомнить подробности ночи, когда произошло нападение, но аявил что напавший на него был темнокожим. Эллисон утверждал что предпочитал белых сексуальных партнеров, однако впоследствии вынужденно сознался, что летом 1980 года у него как минимум был один сексуальный партнер с темным цветом кожи. С целью получения от Дугласа Эллисона воспоминаний, его велли в состояние гипноза, после чего Эллисон дал описание внешности нападавшего, на основании чего был составлен его фоторобот, который очень хорошо соответствовал  Дональду Миллеру. Однако когда Эллисону предъявили фотографию Миллера, он не смог его вспомнить и заявил, что никогда его не встречал ни в одном из гей-баров, где ему довелось проводить свободное время.

## Суд
После ареста Миллер отказался сотрудничать со следствием и свою вину не признал.  Основная доказательная база обвинения базировалась на весьма косвенных уликах и не совсем достоверных показаниях. Так, в случае убийства Майкла Томаса, криминалисты исследовали кровь, найденную на месте убийства, а также  одежду, образцы волос и соскобы с ногтей с тела убитого, но результаты тестов не установили связи Дональда Миллера напрямую с убийством Томаса. Также в ходе расследования, ни одна из улик, найденных на месте совершения нападения на Роберта Сандерсона, не выявило прямой связи между его убийством и причастностью к этому Миллера. Как и в случае с убийствами Томаса и Сандерсона, ни одно из вещественных доказательств, собранных с места убийства третьей жертвы Дэнни Хармона, включая образцы крови и соскобы с его ногтей, не установило никакой прямой связи между его убийством  и виновностью Миллера. Косвенным свидетельством причастности Миллера к совершению этого преступления стало то обстоятельство, что Миллер в течение многих лет жил в доме, расположенного на расстоянии менее чем в четырех кварталах от гей-бара «Woody Hyperion», в котором Хармона в последний раз видели живым, а его труп находился на территории Афинского парка, неподалеку от которой находилась школа, где учился Миллер в 1950-х годах. На месте совершения убийства Эрнесто Рамиреса была обнаружена  частично выкуренная сигарета с марихуаной, которая была отправлена на криминалистическую экспертизу. После ареста у Миллера был взят образец крови, но результаты экспертизы установили, что слюна обнаруженная на сигарете, не могла принадлежать ему. Никакие другие доказательства на месте происшествия, помимо показаний Марио Агирре напрямую не связывали Дональда Миллера со смертью Рамиреса.
В ходе осмотра салона автомобиля Дональда Миллера, полиция пропылесосила обивку салона и пол, после чего был проведен микроскопический анализ мусора на соответствие структур ворсового покрытия обивки салона автомобиля с ворсом, найденном на телах убитых, однако тесты снова не выявили ничего, что могло бы напрямую связать его с каким-либо из убийств. Специалисты провели криминалистическо-дактилоскопическую экспертизу отпечатков пальцев внутри салона автомобиля, однако результаты экспертизы показали, что в машине Миллера присутствуют только его отпечатки пальцев. Ключевой уликой, свидетельствующей о причастности Миллера к серии убийств стал обрезок стальной трубы, обнаруженный в его машине после его ареста. Обрезок трубы также был подвергнут криминалистической экспертизе, в результате которой никаких следов крови или частиц кожи обнаружено на нем не было. В ходе обыска квартиры Миллера также не было обнаружено никаких вещественных доказательств, связывающих обвиняемого с каким-либо из четырех убийств.
Тем не менее прокуратура утверждала, что  убийства и нападения совершил Дональд Миллер, так как в его автомобиле был найден обрезок стальной трубы, ранения жертв были получены в результате ударов по голове, а автомобиль, похожий на автомобиль Миллера, был замечен как минимум в трех покушениях на убийство и как минимум в двух случаях совершения убийств. Сам Миллер не смог предоставить алиби на дни совершения преступления, заявив что не помнит, где он находился и чем занимался в дни совершения преступлений. Он с уверенностью утверждал, что не знал и никогда не встречал ни одну из жертв убийств, а также что никогда не видел ни одну из жертв нападений.
Судебный процесс открылся в июле 1983 года и продлился больше двух месяцев. На судебном процессе Миллер свою вину не признал, но опровергать версию обвинения отказался и придерживался на судебном процессе принципа презумпции невиновности. Во время судебного процесса он впал в состояние конфликта со своим адвокатом, требовал признать себя виновным и всячески пытался повлиять на действия своего адвоката, после чего он и адвокат были подвергнуты дисциплинарному взысканию со стороны суда. 3 октября 1983 года вердиктом жюри присяжных заседателей Миллер был признан виновным по всем инкриминируемым ему пунктам обвинения, после чего 11 ноюбря 1983 года Дональд Миллер был приговорен к смертной казни. Во время оглашения приговора он сохранял полное самообладание и не выразил никаких эмоций. После оглашения приговора, адвокат Миллера Джей Джафф поведал СМИ о том, что Миллер по какой-то причине добровольно отказался отстаивать свою невиновность и предпочел быть казненным чем отбывать уголовное наказание в виде пожизненного лишения свободы в тюрьме.  Джафф отметил, что в своей юридической практике не имел подобных прецедентов.

## Смерть
Все последующие годы жизни Дональд Миллер провел в камере смертников тюрьмы Сан-Квентин, дожидаясь исполнения смертного приговора. В начале 2000-х годов у Миллера начались проблемы со здоровьем. У него была диагностирована группа сердечно-сосудистых заболеваний, от осложнений которых он умер 14 октября 2005 года, находясь в камере смертников.